# Christian Tarnai
Christian Tarnai (* 25. November 1946 in Wien) ist ein österreichischer Sozialwissenschaftler.

## Leben
Er studierte Psychologie, Philosophie und Anthropologie an der Universität Wien und an der Universität Graz mit Psychologie als Hauptfach und Mathematik und Philosophie als Nebenfächern. Nach der Promotion 1973 im Fach Psychologie mit einem Beitrag zur Revision des Persönlichkeits- und Interessentests von Mittenecker & Toman war er 1973/1974 wissenschaftlicher Mitarbeiter am Deutschen Institut für Internationale Pädagogische Forschung (DIPF) in Frankfurt, Arbeitsgruppe Bildungslebensläufe und Lehrbeauftragter für Multivariate Methoden am Institut für Psychologie der TH Darmstadt. Von 1975 bis 1978 war er wissenschaftlicher Angestellter am Deutschen Institut für wissenschaftliche Pädagogik (DIP) in Münster, Abteilung Forschung und Experiment. Ab 1978 war er wissenschaftlicher Angestellter in der Abteilung Pädagogische Psychologie und Empirische Pädagogik des Instituts für Erziehungswissenschaft, Universität Münster und Lehrbeauftragter für Psychologische Statistik an der Johann Wolfgang Goethe-Universität Frankfurt am Main. Nach der Habilitation 1991 in Münster für Erziehungswissenschaft lehrte er von 1993 bis 1996 als Professor für Psychologische Methodik im Fachbereich Psychologie der Justus-Liebig-Universität Gießen (Berufung auf Zeit). Im Studienjahr 1997/1998 war er Gastprofessor im Wintersemester am Institut für Erziehungswissenschaften in Graz für Pädagogische Psychologie und im Sommersemester am Institut für Erziehungswissenschaften der Universität Salzburg für Erziehungswissenschaft. Seit 1. Juli 1998 war er Professor für Sozialwissenschaftliche Methodenlehre am Institut für Soziologie und Gesellschaftspolitik in der Fakultät für Pädagogik der Universität der Bundeswehr München. Gastprofessor für Erziehungswissenschaft am Institut für Pädagogik und Psychologie der Universität Linz und Lehrbeauftragter für Bildungspsychologie an der Universität Wien. Seit 1. April 2012 ist er im Ruhestand. Im Sommersemester 2015 war er Lehrbeauftragter (Lektor) an der Universität Salzburg, Fachbereich Politikwissenschaft und Soziologie, Abteilung Soziologie und Kulturwissenschaft.
Seit 1961 ist er Mitglied der katholischen Studentenverbindung Frankonia Wien im MKV und der KAV Bajuvaria Wien im ÖCV.

## Schriften (Auswahl)
- mit Birgit Fünders: Anwendung des klassischen latent-additiven Testmodells zur Konstruktion von Skalen und Indizes in verschiedenen Einstellungsbereichen. Münster 1986, ISBN 3-926083-00-X.
- Einführung in die Grundlagen der Statistik. Münster 1987, ISBN 3-926083-01-8.
- mit Wilfried Bos: Was Studierende der Pädagogik unter Emanzipation verstehen. Münster 1990, ISBN 3-926083-03-4.
- Replikation einer allgemeinen Bevölkerungsbefragung bei Studierenden der Region Münster. Planung, Durchführung und Linearauszählung. Münster 1991, ISBN 3-926083-04-2.